# Věra Černá
Věra Černá (17. května 1963, Brno – 30. září 2024, Brno) byla československá sportovní gymnastka a mistryně světa na kladině z roku 1979, několikanásobná mistryně republiky, medailistka ze Světových pohárů a trenérka. Získala celkem 63 medailí z vrcholných akcí.

## Osobní život
Věra Černá pochází z brněnské sportovní rodiny. Její matka hrála házenou. Oba rodiče svou dceru velmi podporovali a matka jí pomáhala po těžké operaci mozku. Otec již zemřel, což Věru hodně zasáhlo.
Vystudovala s vyznamenáním Vysoké učení technické v Brně stavební inženýrství.
V roce 2003 kvůli operaci pozdě objeveného nádoru na mozku ležela tři dny v kómatu.
Má dvě dcery, dvojčata Kristýnu a Lucii, které se také věnovaly sportovní gymnastice, a syna Daniela, který je mistr republiky ve stolní hře dáma. Má vnučky Terezu a Isabelu.
Angažovala se v iniciativě Hnutí pro sport, jejímž cílem bylo vyčlenit ze státního rozpočtu fond na rozvoj sportování mládeže i na podporu bývalých reprezentantů, kteří potřebují pomoc.
Psala básnické sbírky a plánovala vydání monografie. Zemřela 30. září 2024 na následky mozkové mrtvice.

## Gymnastika
V šesti letech začala s rytmikou. V osmi letech začala trénovat gymnastiku ve Zbrojovce Brno. Už v jedenácti letech se dostala do české reprezentace. V reprezentačním národním týmu byla mezi lety 1974 až 1980.
Na mistrovství Československa se umístila většinou na 2. místě za Evou Marečkovou. V roce 1977 skončila na svém prvním Mistrovství Evropy na 5. místě. V roce 1979 na Světovém poháru v Americe vyhrála bradla a kladinu, na prostných se umístila na 2. místě, takže si přivezla domů tři skleněné poháry. Ale větší úspěch měla na mistrovství světa v americkém Fort Worth, kde získala zlatou medaili ze soutěž na kladině.
V sobotu 21. června 1980 na reprezentačním soustředění v Nymburku před Letními olympijskými hrami v Moskvě si při doskoku poranila páteř. Praskl jí třetí bederní obratel a obě ploténky z důsledku dlouhodobého přetěžování páteře, což znamenalo konec její sportovní kariéry. Dva měsíce ležela v brněnské nemocnici a nemohla se hýbat, nebylo jisté zda bude vůbec někdy chodit.
Poté se gymnastice věnovala jako trenérka.